# William Jacob Baer
William Jacob Baer (Cincinnati, 29 de janeiro de 1860 – East Orange, 21 de setembro de 1941) foi um retratista americano, que trabalhou como ilustrador para revistas populares, como Life e The Century Magazine. Foi reconhecido como um pioneiro e principal expoente da escola moderna de retratos em miniatura.

## Biografia
Baer foi aprendiz de litógrafo na Donaldson and Company em Cincinnati de 1876 a 1879. Durante o mesmo período, frequentou um curso noturno de modelagem na McMicken School of Design, ministrado por Louis Rebisso. Continuou seu treinamento em Munique na Academia Imperial de 1880 a 1884, onde estudou pintura a óleo com Ludwig von Löfftz. Recebeu medalhas em todos os seus cursos, e a Academia adquiriu uma de suas aquarelas.
Em 1885 Baer se casou com Laura Schwenk, uma alemã que conheceu durante seus estudos na Academia Imperial. Em seu regresso aos Estados Unidos, o casal fixou residência em uma colônia de artistas de East Orange, Nova Jérsei - uma comunidade à qual Baer provavelmente foi apresentado quando foi contratado para dar instruções de desenho para um grupo informal de gravadores em madeira que se chamavam de os "Carbonari". Em 1888 Baer trabalhou como instrutor na vila de Round Lake, Nova Iorque, dando cursos de verão em um empreendimento cultural ao qual ele permaneceu ligado até 1891.
Em 1892 Baer recebeu uma encomenda para pintar o retrato do patrono das artes Alfred Corning Clark. Clark insistiu para que o retrato fosse em miniatura, começando, assim, a longa e bem sucedida carreira de Baer como um miniaturista de retratos e temas pictóricos. Baer foi o primeiro presidente da Sociedade Americana de Pintores Miniaturistas, em Nova Iorque.
Baer exibiu algumas de suas obras na Feira Mundial de Chicago de 1893..  Em Nova Iorque, e na Exposição de Paris de 1900, Baer foi premiado com medalhas de primeira classe. Foi também um expositor regular na Academia Nacional de Desenho, em Nova Iorque, no Instituto de Arte de Chicago e na Academia de Belas-Artes da Pensilvânia. Entre suas miniaturas estão: The Golden Hour, Daphne, In Arcadia e Madonna with the Auburn Hair. Em 1913, Baer foi eleito para a Academia Nacional de Desenho como membro associado.